# Президентські вибори в Північній Македонії 2019
Президентські вибори у Північній Македонії відбуваються 21 квітня (1-й тур) та 5 травня (2-й тур) 2019 року.
Діючий президент Георге Іванов не може балотуватись на третій термін, бо був раніше обраний на виборах у 2009 та 2014 роках.

## Політична ситуація
Вибори будуть першими в Північній Македонії після Преспанської угоди щодо назви країни, підписаного 17 червня 2018 року. Референдум відбувся 30 вересня 2018 року, на якому більшість виборців схвалили угоду, хоча явка була набагато нижчою за кворум, необхідний для підтвердження результату, головним чином через організований бойкот блоку проти Преспанської угоди. Збори Північної Македонії згодом схвалили зміну назви країни на «Північну Македонію» 11 січня 2019 року. Греція ратифікувала угоду і протокол про приєднання Північної Македонії до НАТО.
Діючий президент Георге Іванов був голосним опонентом зміни імені та відмовився підписувати закони та поправки з цього питання. Проте спікер Зборів Талат Джафері заявив, що його підпису достатньо для виконання змін.
Зміна імені має підтримку урядової коаліції, сформованої соціал-демократами (СДСМ) і етнічною албанською партією Демократичний союз за інтеграцію у 2017 році. Націоналістична коаліція ВМРО-ДПМНЄ на чолі з Хрістіаном Міцкоским виступає за інтеграцію в НАТО, але проти зміни назви, хоча зміна була схвалена на Зборах і принаймні чотири депутати ВМРО-ДПМНЄ голосували за.

## Результати
| Кандидат                   | Кандидат                   | Партія                     | Перший тур | Перший тур | Другий тур | Другий тур |
| Кандидат                   | Кандидат                   | Партія                     | Голоси     | %          | Голоси     | %          |
| -------------------------- | -------------------------- | -------------------------- | ---------- | ---------- | ---------- | ---------- |
|                            | Стево Пендаровський        | СДСМ                       | 322 581    | 44,75      | 436 212    | 53,59      |
|                            | Гордана Сіляновска-Давкова | ВМРО-ДПМНЄ                 | 318 341    | 44,16      | 377 713    | 46,41      |
|                            | Блерим Река                | Незалежний                 | 79 888     | 11,08      |            |            |
| Недійсні голоси            | Недійсні голоси            | Недійсні голоси            | 32 696     | –          | 30 440     |            |
| Усього                     | Усього                     | Усього                     | 753 520    | 100        | 844 365    | 100        |
| Зареєстровані виборці/явка | Зареєстровані виборці/явка | Зареєстровані виборці/явка | 1 808 131  | 41,67      | 1 808 131  | 46,70      |
| Джерело: SEC               |                            |                            |            |            |            |            |